# Shiitake
Shiitake (Lentinula edodes) er en spiselig lamelsvamp i bladhat-ordenen. Den er hjemmehørende i Østasien og den næstmest dyrkede spisesvamp i verden kun overgået af champignon.

## Taksonomi og navngivning
Svampearten blev første gang beskrevet videnskabeligt som Agaricus edodes af Miles Joseph Berkeley i 1877. Den fik dens nuværende placering i slægten Lentinula af David Pegler i 1976. Svampen har fået et stort antal synonymer i dens taksoonomiske historie:
- Agaricus edodes Berk. (1878)
- Armillaria edodes (Berk.) Sacc. (1887)
- Mastoleucomychelloes edodes (Berk.) Kuntze (1891)
- Cortinellus edodes (Berk.) S.Ito & S.Imai (1938)
- Lentinus edodes (Berk.) Singer (1941)
- Collybia shiitake J.Schröt. (1886)
- Lepiota shiitake (J.Schröt.) Nobuj. Tanaka (1889)
- Cortinellus shiitake (J.Schröt.) Henn. (1899)
- Tricholoma shiitake (J.Schröt.) Lloyd (1918)
- Lentinus shiitake (J.Schröt.) Singer (1936)
- Lentinus tonkinensis Pat. (1890)
- Lentinus mellianus Lohwag (1918)

Dens japanske navn shiitake (椎茸,  udtale ?) er sammensat af 椎 (shii) som betyder træet Castanopsis cuspidata som er et af de træer som shiitake vokser på, og 茸 (take) som betyder svamp. Det latinske artsepitet edodes betyder spiselig.

## Levested og udbredelse
Shiitake vokser i grupper på rådnende ved fra løvfældende træer, især Castanopsis cuspidata (shii) og andre Castanopsis-arter, kastanje, eg, løn, bøg, ambratræ, poppel, avnbøg, el, morbær og andre. Dens naturlige voksested er i varmt og fugtigt klima i Sydøstasien.

## Dyrkningshistorie
Den tidligste skriftlige beskrivelse af dyrkning af shiitake stammer fra et dokument fra 1209 under Song-dynastiet. Beskrivelsen på 185 ord af shiitake-dyrkning blev senere refereret mange gange og til sidst indarbejdet i en bog af den japansk gartner  Satō Chūryō  ( 佐藤 中 陵) i 1796, den første bog om shiitake-dyrkning i Japan.
Japanerne dyrkede svampen ved at fælde shii-træer med økser og placere træstammerne ved træer, hvor der allerede voksede shiitake eller indeholdt sporer fra shiitake Indtil 1982 blev shiitake kun dyrket i Japan med de traditionelle metoder. En rapport fra 1982 beskrev muligheder for kommerciel dyrkning i USA.
Shiitake dyrkes nu overalt i verden og bidrager med cirka 25 % af den samlede årlige produktion af svampe. Kommercielt dyrkes shiitake-svampe typisk under forhold der ligner deres naturlige miljø på enten kunstigt underlag eller på løvtræstræsstammer, som for eksempel eg.

## Billeder
- Friske shiitake på Hong Kongs grøntsagsmarked
- Vildtvoksende shiitake i Hokkaido
- Koreansk pyogo-bokkeum (stegt shiitake)
- Japansk ekiben  (椎茸めし shiitake-meshi)
- Få dage gamle shiitake på en træstamme.